# Lennart Hammarström
Lennart Hammarström, född 1950 i Söderhamn, är en svensk läkare och immunolog. Han utnämndes den 17 juni 1997 till biträdande professor i klinisk immunologi vid Karolinska Institutet och blev den 1 januari 1999 professor i samma ämne vid samma lärosäte. Hammarström har identifierat  flera nya gener som är associerade med primär immunbrist (bland annat Bruton´s tyrosinkinas), men även gener kopplade till Myasthenia gravis. Han har också utvecklat TREC/KREC analys för att diagnosticera svåra former av immunbrist hos nyfödda barn.

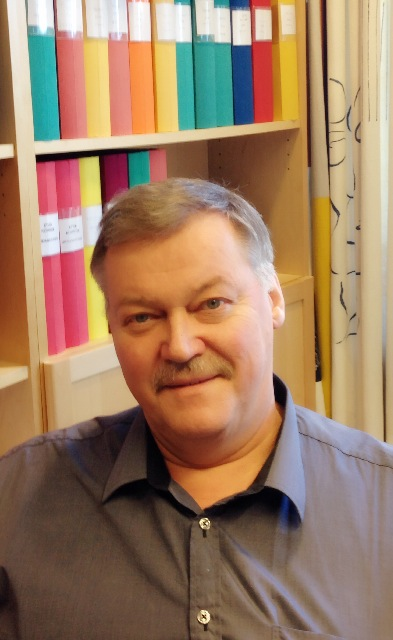
Lennart Hammarström